# SPAS-12

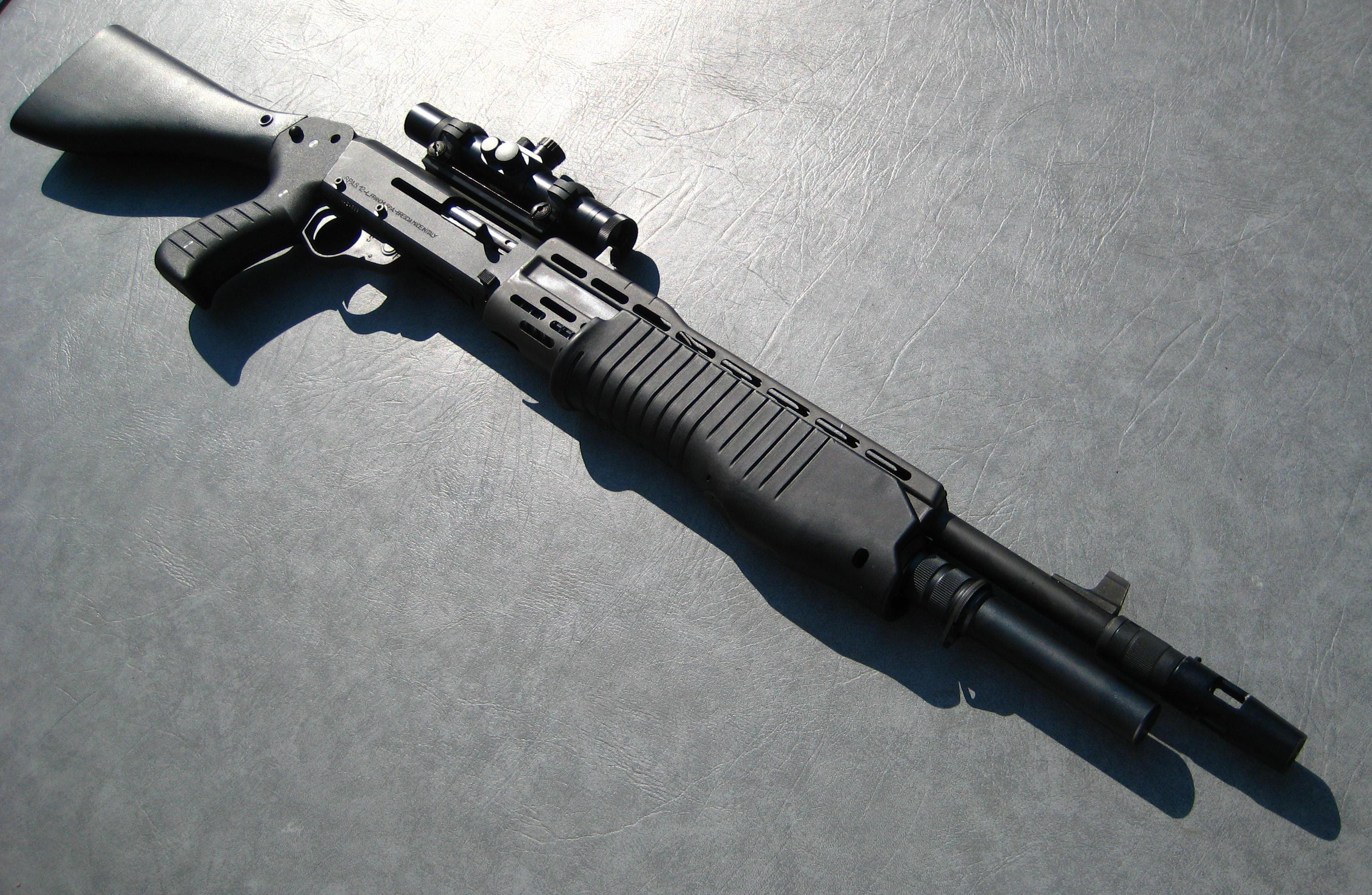
Una Spas-12.

La SPAS-12 és una escopeta de combat manufacturada per la companyia italiana Franchi SpA des de l'any 1979 fins al 2000. L'escopeta SPAS-12 és una escopeta de manera dual, la qual cosa significa que pot usar-se en foc semiautomàtic o en mode d'acció de bombament. Aquesta escopeta ha estat utilitzada per grups militars i policials en tot el món, però la seva aparença i el seu ús proposat com a arma la va portar a ser prohibida per a la importació als Estats Units, per la seva falta de "propòsit esportiu". Franchi fins i tot va denominar a l'arma Special Purpose Automatic Shotgun, ("Escopeta automàtica de propòsit especial" en anglès) encara que no va servir per res.